# Autoceļš A7
Autoceļš A7 ist eine zu Lettlands Staatsstraßen gehörende „Staatliche Hauptstraße“ (lett.: Valsts galvenie Autoceļi). Sie verbindet die Hauptstadt Riga mit Bauska und der litauischen Grenze bei Grenctāle. An der Grenze wird die Straße durch die litauische A10 weitergeführt. Die A7 ist ein Teil der Europastraße 67, der sog. Via Baltica. Die Gesamtlänge beträgt 86 Kilometer. Die Höchstgeschwindigkeit ist auf 90 km/h festgelegt. Die durchschnittliche Verkehrsstärke betrug 11107 Fahrzeuge pro Tag im Jahr 2010.
Autobahnähnlich ist die A7 nur im Bereich von Riga ausgebaut, die andere Strecke ist nur mit einer Fahrbahn und zwei Fahrstreifen befahrbar. In den Jahren von 2005 bis 2006 wurde die A7 auf den Abschnitten vom 25. bis 43. und vom 67. bis 85. Kilometer erneuert. Im Jahr 2012 wurde ein zwei Kilometer langer Abschnitt in Iecava (km 42,90 bis km 44,80) umgebaut. 
Der Umbau eines weiteren 15 Kilometer langen Teilstückes zwischen Riga und Ķekava startete 2012 und wurde 2013 abgeschlossen. Derzeit wird die Ortsumfahrung von Ķekava autobahnähnlich neu gebaut. Das Projekt ist 2023 abgeschlossen.